# Туляходжаева, Мухаббат Турабовна
Мухаббат Турабовна Туляходжаева (узб. Muhabbat Turobovna To‘laxo‘jayeva, род. 23 июля 1946, Ташкент, Узбекская ССР, СССР) — советский узбекский искусствовед, театральный критик, театральный педагог. 
Профессор кафедры искусствоведения Государственного института искусств Узбекистана, профессор Ташкентской государственной высшей школы национального танца и хореографии. Ведущий театральный критик Узбекистана. 

## Биография
Родилась 23 июля 1946 года в Ташкенте. Отец, народный писатель Узбекской ССР Тураб Тула. Младший брат, известный узбекский актёр и кинорежиссёр Назим Туляходжаев. В 1958 году исполнила роль Мухаббат в фильме «Очарован тобой», поставленному по сценарию её отца. В 1969 году окончила факультет театроведения Ташкентского государственного театрально-художественного института. С 1970 по 1974 годы работала ассистентом литературного редактора в Ташкентском государственном академическом русском драматическом театре. В 1978 году окончила аспирантуру Всесоюзного научно-исследовательского института искусствознания в Москве, защитила кандидатскую диссертацию на тему «Современная узбекская драматургия и её сценическое воплощение (1960-1970-е годы)».
С 1979 года по настоящее время работает на кафедре театра и хореографии Научно-исследовательского института искусствознания Академии художеств Узбекистана. В 1997 году защитила докторскую диссертацию на тему «Режиссура узбекского драматического театра (тенденции развития и современные проблемы)». В этом же году начала преподавательскую деятельность в Государственном институте искусств Узбекистана, в настоящее время является профессором кафедры искусствоведения, членом художественного совета института. Преподаватель Государственной академии хореографии Узбекистана, профессор Ташкентской государственной высшей школы национального танца и хореографии. Также является членом диссертационного совета Национального института хореографии Казахстана, редактором журналов «Памятники истории и культуры Казахстана» и «Академия искусств» (Казахстан).

## Научная и общественная деятельность
Автор ряда научных работ, посвящённых театроведению, в том числе «Узбекская драматургия и театр» (Т., «Фан», 1990), «Режиссура узбекского драматического театра (тенденции развития и современные проблемы)» (Т., издательство Г. Гуляма, 1995); методического пособия «История театра. Узбекский театр периода независимости» (Т., «Илм-Зиё-Заковат», 2021); книги «Людмила Грязнова» (Т., Издательство журнала «San’at», 2017), посвящённой театральной деятельности актрисы. Научные статьи опубликованы в республиканских журналах и сборниках. Является ведущим театральным критиком Узбекистана.
Входила в состав жюри пятого и шестого Международного театрального фестиваля-конкурса «Золотой конёк» (Тюмень, 2009); четвёртого Форума молодежных театров стран Содружества, Балтии и Грузии (Ташкент, 2021), организованного Международной конфедерацией театральных союзов при содействии Межгосударственного фонда гуманитарного сотрудничества СНГ.
Принимала участие в международных научно-практических конференциях: «Трансформация национальных ценностей в современном сценическом и экранном искусстве» (Казахстан, 2001), «Театроведение Казахстана: история, теория, практика» (Алматы, 2020); научно-практической конференции «Традиции и новации в современной узбекской кинорежиссуре» проходившей в рамках VII Республиканского фестиваля молодых артистов «Дебют-2022» (Ташкент, 2022);  региональном форуме деятелей культуры и искусства «Культурное пространство Центральной Азии: единство в многообразии» (Душанбе,  2009);
выставке творческих работ преподавателей и студентов кафедры «Сценография» Казахской национальной академии им. Т. Жургенова.

## Награды
- Орден «Дустлик» (2017)[20]